# Nader Sadek
Nader Sadek (Il Cairo, 1980) è un artista egiziano.
Vive e lavora tra Il Cairo e New York.

## Tematiche
Sadek è interessato ad una serie di problematiche tra cui, la musica Death metal, la posizione delle donne nell'Islam, l'identità politica, il consumismo, l'imperialismo economico, e il pregiudizio. Sadek non si riserva di posizionare questi problemi di accettazione in primo piano. Tuttavia quest'audace iconoclastia è sfumata da un attivismo, che è in definitiva umanistico, il quale cerca di produrre dialogo e discussione. Una donna con il burqa o un musicista Death Metal occupano lo stesso luogo di paura e pregiudizi nella nostra società. Nel richiamare l'attenzione a questi gruppi periferici, invita (e provoca) ad affrontare i nostri limiti.
"Nel tentativo di indagare e complicare le strutture di base che cedono il passo ai rapporti umani, la meccanizzazione, la guerra, e gli stereotipi culturali, i disegni, le installazioni, i video e le sculture di Sadek, attingono all'estetica del brutto, suscitando il disagio dello spettatore. Mentre continuiamo a muoverci verso un maggior fondamentalismo e Conservatorismo politico."  Sandhini Poddar, Guggenheim (Dipartimento dell'Asia).
L'attivismo di Sadek su un livello sociopolitico non è la sua unica motivazione artistica. Egli è ugualmente attratto da temi universali quali l'amore, la morte e l'immortalità. Queste tematiche sono in rapporto con il suo continuo interrogarsi sui parametri accettati della produzione culturale e di consumo. (EN) 

### Worry in the House of Thieves
Worry in the House of Thieves è un'opera di Sadek, che invita lo spettatore ad un'elegante esperienza del pranzo: nel menu vi è una 'chiave da lavoro petrolifero' che sembra fatta di carne in realtà è di base sintetica. Il mobile vittoriano, le porcellane e le posate danno un'atmosfera di alta cucina occidentale. Ancor più che la tovaglia siriana, è la carne-chiave che disturba l'atmosfera raffinata e ingrandisce la rottura tra l'incessante sfruttamento meccanico delle risorse naturali e il difetto della facciata elegante e raffinata. Questo lavoro espone così la necessaria illusione che isola i brutali processi di produzione dai momenti di beatitudine del consumo. (EN) 